# Avanti Automotive Corporation

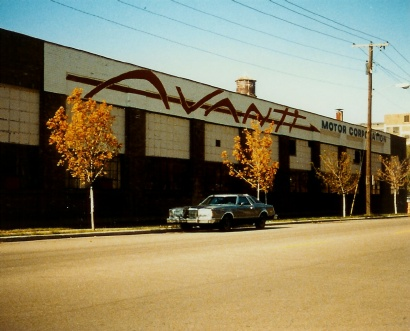
Gebäude von 1982

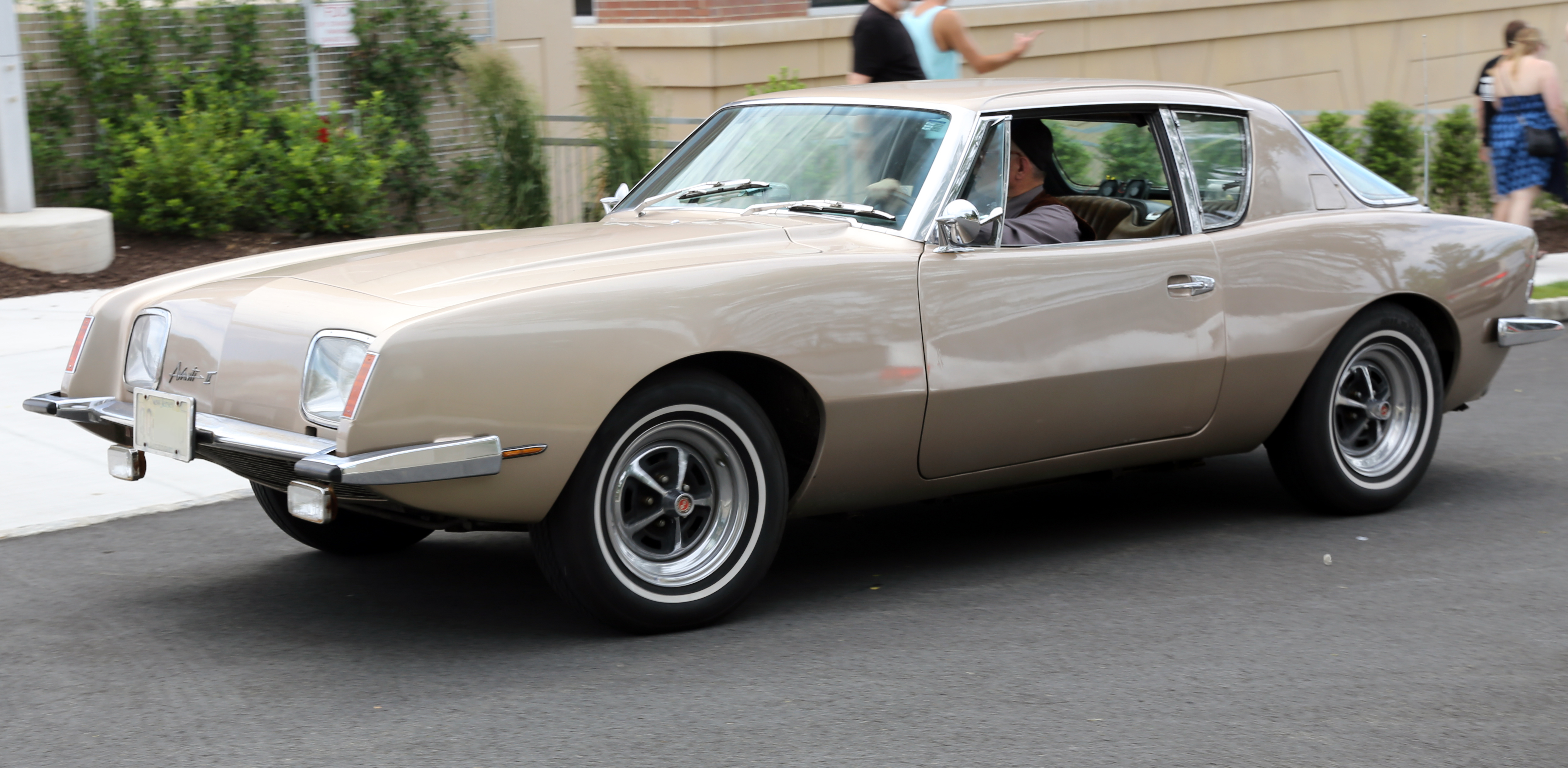
Avanti II Coupé von 1967

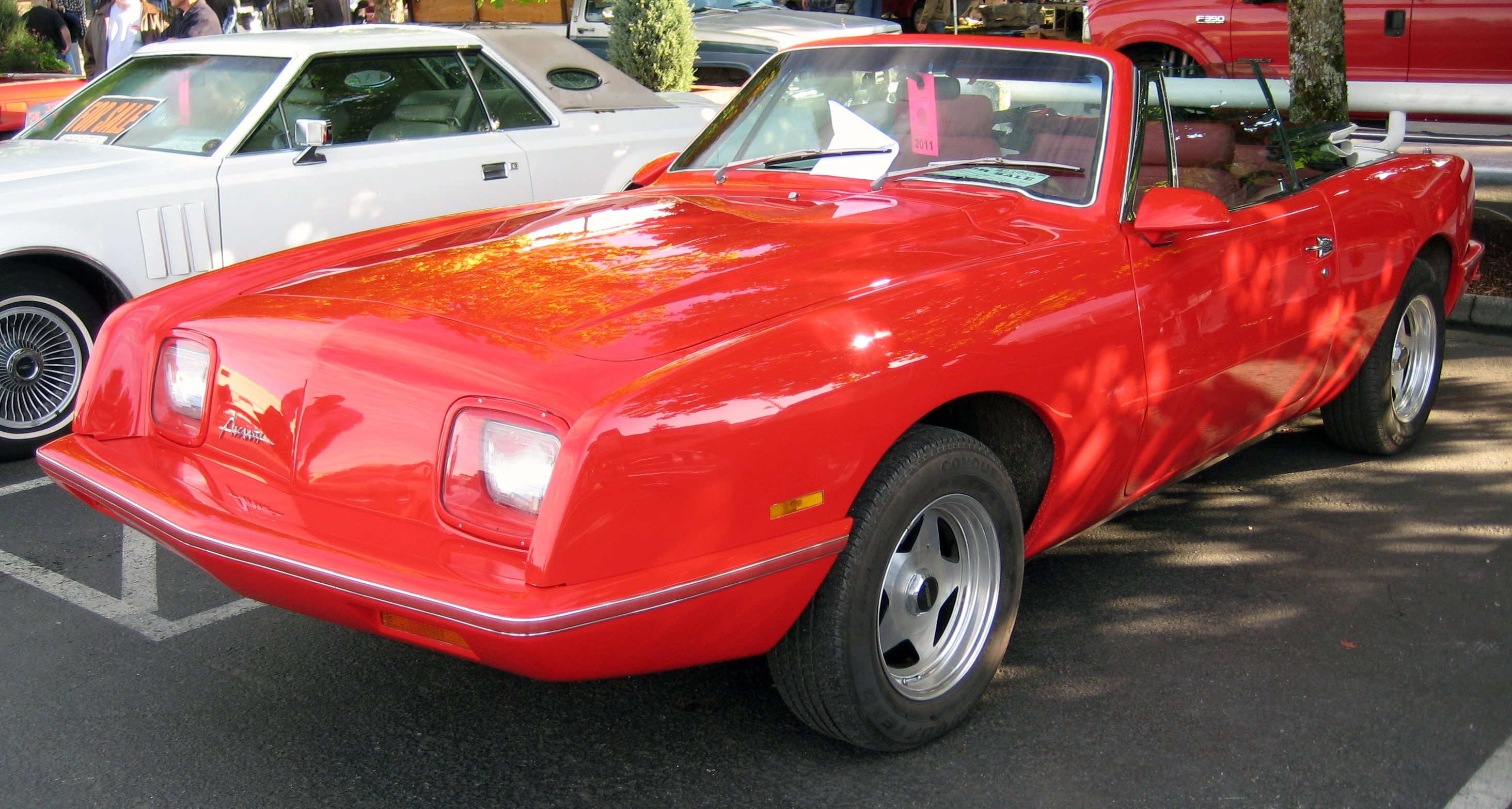
Avanti Cabriolet von 1989

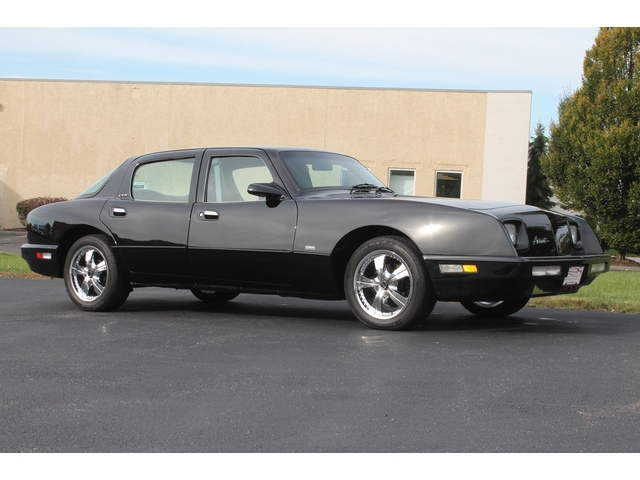
Avanti Limousine von 1991

Avanti Automotive Corporation, vorher Avanti Motor Corporation und The New Avanti Motor Corporation, war ein US-amerikanischer Hersteller von Automobilen.

## Unternehmensgeschichte
Nathan Altman und Leo Newman waren Händler der Studebaker Corporation. Nach deren Produktionsaufgabe des Modells Studebaker Avanti gründeten sie 1965 die Avanti Motor Corporation in South Bend in Indiana. Sie setzten die Produktion in Handarbeit fort. Der Markenname lautete Avanti. Im Oktober 1982 übernahm Stephen Blake das Unternehmen. Im April 1986 kaufte Michael Kelly das Unternehmen, benannte es in The New Avanti Motor Corporation um und verlegte 1987 den Sitz nach Youngstown in Ohio. 1988 übernahm John Cafaro das Unternehmen und benannte es in Avanti Automotive Corporation um. 1991 endete die Produktion.
Ab 1999 vermarktete eine weitere Avanti Motor Corporation Fahrzeuge als Avanti.

## Fahrzeuge
Das erste Modell Avanti II, 1983 umbenannt in Avanti ohne Ziffernzusatz, war der Nachfolger des Studebaker Avanti. Der Sportwagen war anfangs nur als Coupé erhältlich. 1985 ergänzte ein Cabriolet und etwas später ein Coupé mit verlängertem Radstand das Sortiment. Verschiedene V8-Motoren von Chevrolet trieben die Fahrzeuge an. 1990 gab es auch eine viertürige Limousine.
Das Coupé kostete 8.145 US-Dollar im Jahre 1972; wenig im Vergleich zu einem Excalibur Series II für 13.500 Dollar.

## Produktionszahlen
Im ersten Jahr entstanden 45 Fahrzeuge und 1968 100. Während der 1970er Jahre lag die Zahl zwischen 100 und 125 jährlich. Der Höhepunkt wurde 1984 mit 287 Fahrzeugen erreicht. Danach entstanden noch 190 Coupés, 58 Coupés mit langem Radstand, 228 Cabriolets und 97 Limousinen.